# Han Pchil-hwa
Han Pchil-hwa (korejsky: 한필화, anglický přepis: Han Pil-Hwa; * 21. ledna 1942 Nampcho) je bývalá severokorejská rychlobruslařka.
Na mezinárodní scéně debutovala v roce 1959, na Mistrovství světa poprvé startovala v roce 1963, kdy dojela na 12. místě. Zúčastnila se Zimních olympijských her 1964, kde získala stříbrnou medaili v závodě na 3000 m, na poloviční trati byla devátá a na distanci 500 m skončila na 28. příčce. Téhož roku byla na světovém šampionátu šestá, o rok později pátá a v roce 1966 opět šestá. V dalších dvou letech se na mistrovství světa umístila na 11., respektive 13. místě, v sezóně 1968/1969 startovala pouze na jednom závodě v Sovětském svazu. V následujících letech se rychlobruslařských závodů už neúčastnila, jednorázový comeback však uskutečnila na zimní olympiádě 1972. Zde dosáhla devátého místa v závodě na 3000 m, 13. příčky na trati 1500 m a 12. místa na distanci 1000 m.